# فلوران ویل
شهر فلوران ویل (به فرانسوی: Florenville) در شهرستان ویرتن  در استان لوکزامبورگ  در منطقه فدرال والوون در کشور بلژیک واقع شده‌است.